# Polymethylmethacrylat
Polymethylmethacrylat (Kurzzeichen PMMA, auch Acrylglas) ist ein transparenter thermoplastischer Kunststoff.

## Geschichte
Acrylglas wurde 1928 etwa zur selben Zeit in Deutschland, Großbritannien und Spanien entwickelt. In Deutschland war hieran der Chemiker Walter Bauer (1893–1968) beteiligt. Die ersten gegossenen Scheiben aus Acrylglas wurden im Jahre 1933 in Deutschland von Otto Röhm hergestellt und zur Marktreife gebracht. Die ersten Kontaktlinsen aus Kunststoff wurden 1940 durch Heinrich Wöhlk aus PMMA hergestellt und im Selbstversuch angewendet – bis zu diesem Zeitpunkt gab es ausschließlich Linsen aus geschliffenem Silikatglas, welche einen deutlich schlechteren Tragekomfort aufwiesen. Eines der ersten Alltagsprodukte aus PMMA waren Deckel der Radio-Plattenspieler-Kombinationen Braun SK 4 von 1956.
Polymethylmethacrylat wird heute in großen Mengen für ein breites Spektrum von Anwendungen eingesetzt (siehe unten).

## Herstellung
PMMA wird routinemäßig radikalisch durch Substanz-, Emulsions-, oder Suspensionspolymerisation hergestellt. Auf solche Weise produziertes PMMA ist ataktisch und völlig amorph. Eine anionische Polymerisation (einschließlich Methoden der lebenden Polymerisation) von PMMA ist ebenfalls möglich.
Synthetisierung durch radikalische Polymerisation
Folgende Reaktionen laufen beispielsweise mit Dibenzoylperoxid als Initiator ab:
1. Radikalbildung
Da organische Peroxide bei geringer Wärmezufuhr homolytisch zerfallen, eignen sie sich gut als Radikal-Bildner. Zunächst wird Dibenzoylperoxid gespalten, bevor sich von den entstehenden Radikalen Kohlenstoffdioxid (CO2) abtrennt:
2. Kettenstart
Nun reagiert das entstandene Radikal mit Methacrylsäuremethylester (MMA) zu einem neuen, größeren Radikal.
3. Kettenwachstum
Beim Kettenwachstum reagiert das beim Kettenstart entstandene Radikal erneut mit dem Methacrylsäuremethylester. Diese Reaktion passiert immer wieder, so dass ein immer größeres Radikal entsteht.
4. Kettenabbruch
Das Kettenwachstum kann auf verschiedene Weisen abbrechen: Zwei wachsende Ketten können aufeinandertreffen und kombinieren oder disproportionieren oder eine wachsende Kette kann mit einem Starterradikal reagieren. Hier ist die erste Möglichkeit dargestellt:

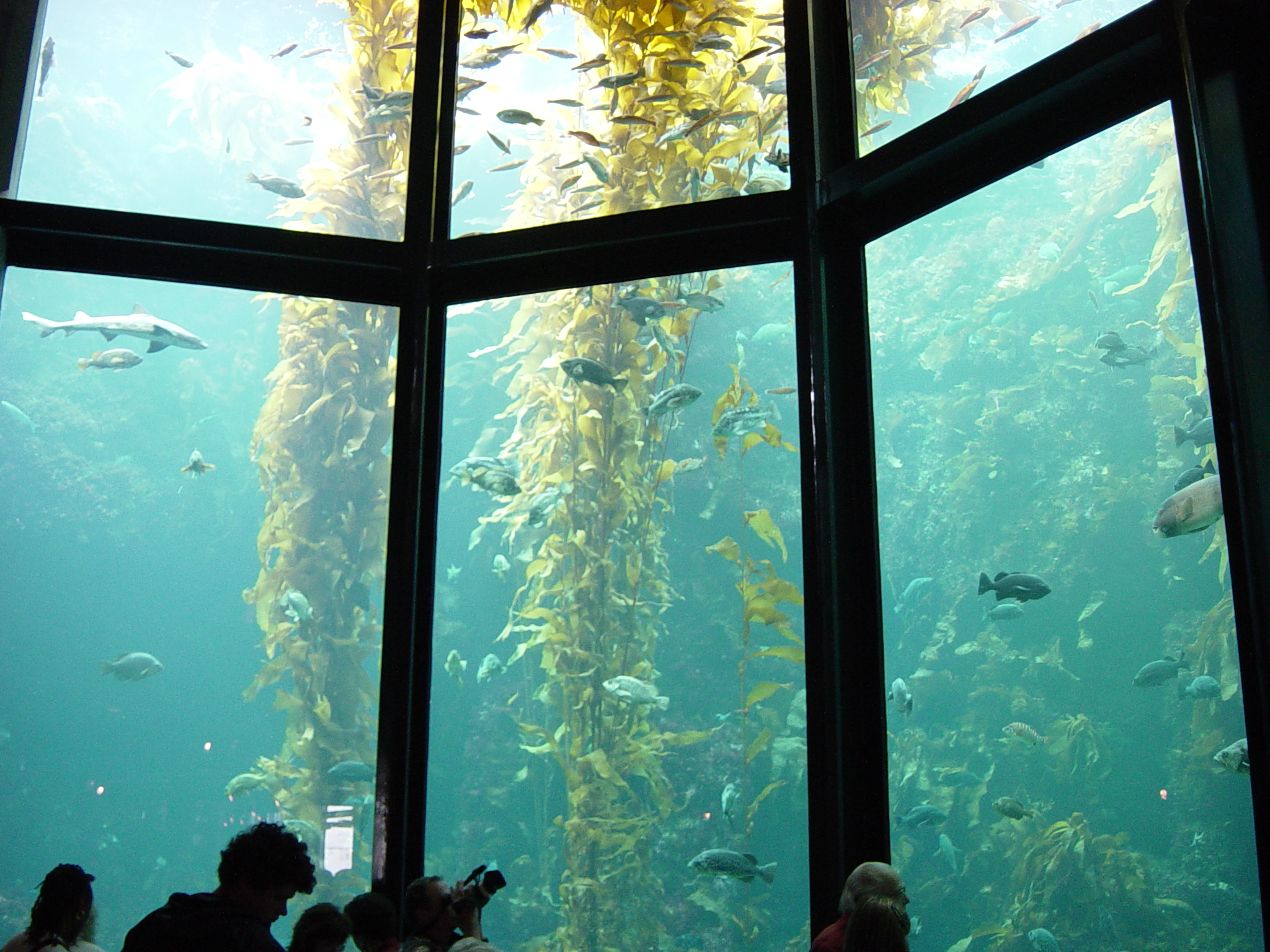
Das 10 Meter tiefe Schauaquarium Monterey Bay ist aus Acrylfenstern mit einer Dicke von bis zu 33 Zentimetern, um dem Wasserdruck standzuhalten.

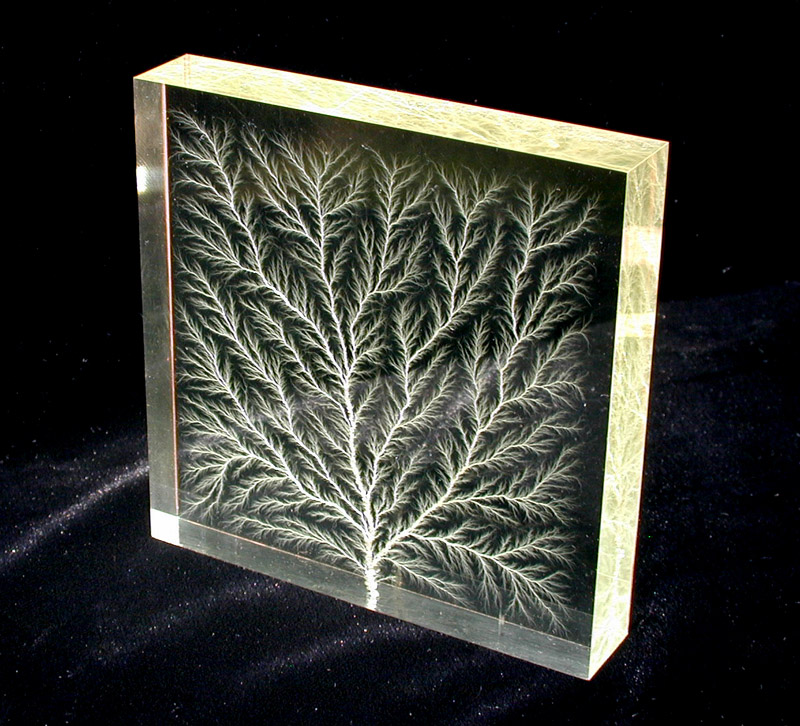
Lichtenberg-Figur in einem Acrylpolymer-block

## Aufbau und Eigenschaften

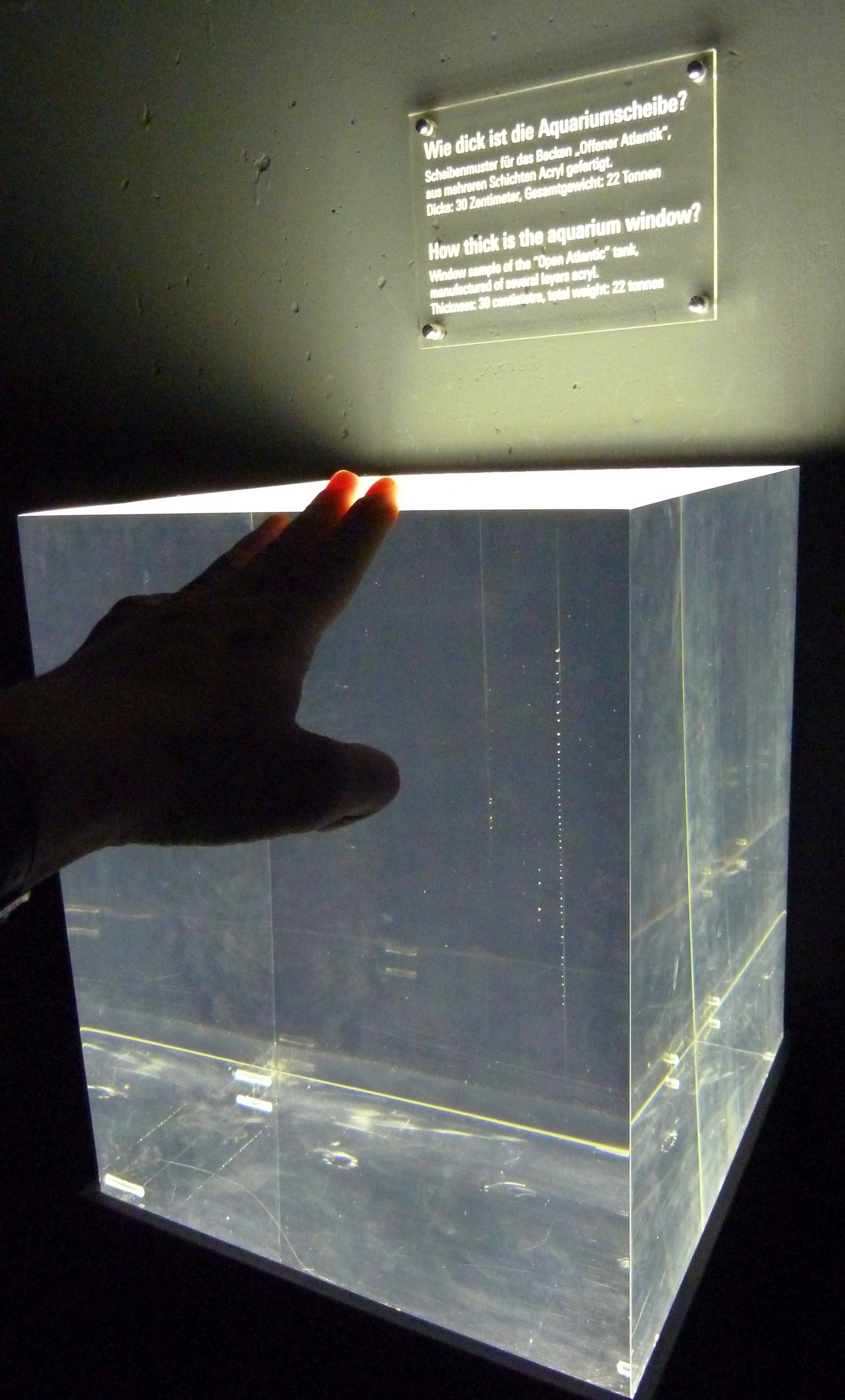
30 Zentimeter dicke Aquariumscheibe im Ozeaneum Stralsund

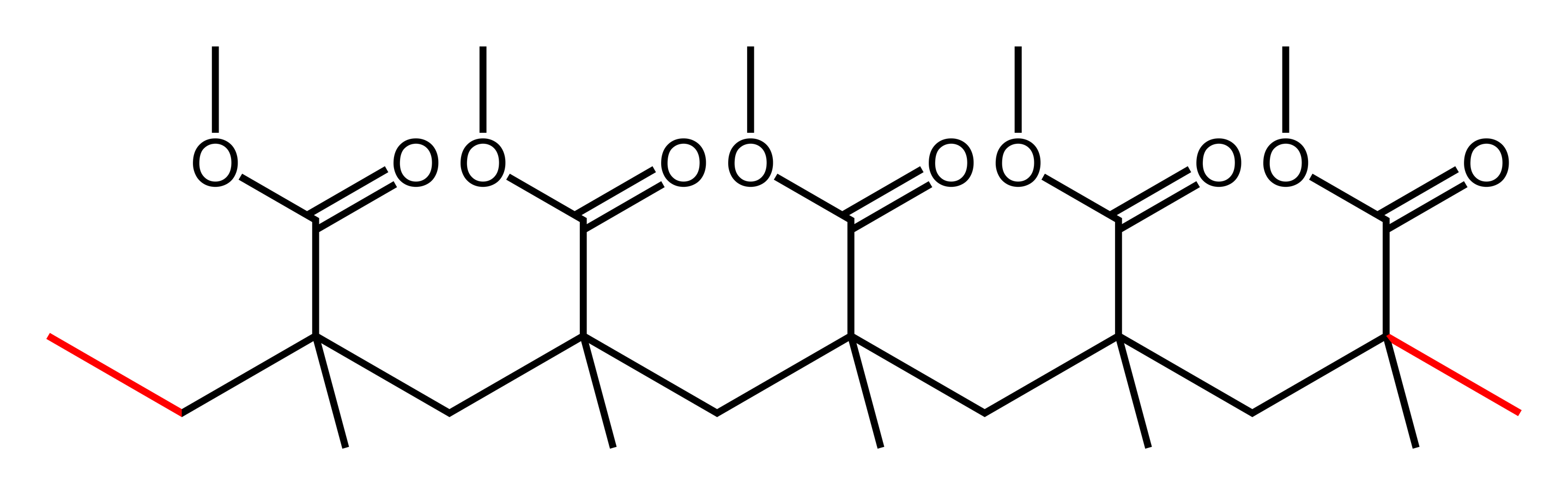
Struktur von Polymethylmethacrylat

Druck, Temperaturverlauf und Dauer des Polymerisationsprozesses haben dabei Einfluss auf die mittlere Länge der entstehenden Polymerketten sowie die Vernetzung und Verschränkung der Polymerketten untereinander. Dies hat wiederum direkte Auswirkungen auf einige physikalische und chemische Eigenschaften, die je nach Produktionsverfahren leicht von den nachfolgend genannten Werten abweichen können.
PMMA transmittiert sichtbares Licht besser als Mineralglas. Bei einer Dicke von 3 mm lässt PMMA bis zu 92 % des sichtbaren Lichts durch und reflektiert etwa 4 % von jeder seiner Oberflächen aufgrund seines Brechungsindex (1,4905 bei 589,3 nm).
Es absorbiert Ultraviolettstrahlung bei Wellenlängen unter etwa 300 nm (ähnlich wie gewöhnliches Fensterglas). Einige Hersteller fügen PMMA Beschichtungen oder Additive hinzu, um die Absorption im Bereich von 300 bis 400 nm zu verbessern. Es gibt auch spezielle UV-durchlässige Varianten für den Einsatz in der Röntgenlithographie oder für Solarien.
PMMA lässt Infrarotstrahlung von bis zu 2800 nm durch und blockiert IR von längeren Wellenlängen bis zu 25000 nm. Farbige PMMA-Sorten lassen bestimmte IR-Wellenlängen passieren, während sichtbares Licht blockiert wird (z. B. für Fernsteuerungs- oder Wärmesensoranwendungen).
Es verbrennt knisternd, mit gelblicher Flamme, süßlichem Geruch, tropfend und ohne Rückstände. Beim Beklopfen mit dem Fingernagel klingt PMMA im Vergleich zu transparentem Polystyrol wegen geringerer Härte nicht blechern.
PMMA ist jenseits von 100 °C plastisch verformbar und diese Verformung ist thermisch reversibel. Es ermöglicht eine gute spanabhebende Bearbeitung, lässt sich sehr gut mit CO2-Lasern schneiden oder gravieren und ist kratzunempfindlicher als andere Thermoplaste. Verbindungen durch Kleben oder Schweißen sind möglich.
Es ist gut einfärbbar, witterungs- und alterungsbeständig, beständig gegen Säuren, Laugen mittlerer Konzentration, Benzin und Öl. Ethanol, Aceton und Benzol greifen PMMA jedoch an. Daher dürfen Acrylglasflächen auch nicht mit Alkohol oder Lösungsmitteln gereinigt werden, da sonst Spannungsrisskorrosion entsteht. Die gute Witterungsstabilität der Methacrylatpolymere ist bedingt durch die rein aliphatische Struktur und die sterische Abschirmung der Polymerkette.
Kommen bei der Polymerisation weitere Monomere (Alkyl- oder Arylmethacrylate) zum Einsatz, ist es möglich, die Eigenschaften des Mischpolymerisats den Produkterfordernissen anzupassen. So können durch geeignete Wahl des Alkoholrests des monomeren Esters beispielsweise die Wärmeformbeständigkeit oder die Glasübergangstemperatur beeinflusst werden: Langkettige Ester wie Lauryl- und Stearylmethacrylate zeigen bereits wachsartige Polymereigenschaften; Ester mit stark verzweigtem Alkoholrest liefern Polymere mit reduzierter Lösungsviskosität. Werden bei der Copolymerisation multifunktionelle Acrylate, wie beispielsweise Ethylenglycoldimethacrylat, eingesetzt, so werden durch Quervernetzung PMMA-Copolymere erhalten, die über modifizierte Eigenschaften verfügen und sich z. B. signifikant in der Biegefestigkeit, dem Elastizitätsmodul oder der Abrasionsbeständigkeit unterscheiden und so auf die jeweiligen Verwendungszwecke angepasst werden können.
Copolymer-Kombinationen anionischer und kationischer PMMA ergeben Interpolyelektrolytkomplexe (IPEC). Sie werden bevorzugt eingesetzt, Arzneistoffe zu ummanteln und sie in gut vorgegebener Weise freizusetzen.
Auch die Möglichkeiten der Formgebung sind sehr vielfältig. So kann es nicht nur als Glasersatz bei Fenstern eingesetzt werden, sondern auch für Haushaltsgegenstände, wie beispielsweise Schüsseln.
Technische Eigenschaften von PMMA:
- Wärmeleitfähigkeit: 0,19 W/(m·K)[14]
- Spezifische Wärmekapazität: 1,47 kJ/(kg·K)[14]
- Brechungsindex: 1,492 (zum Vergleich: 1,45–1,9 bei Mineralglas)
- elastisch, bedingt schlagfest (es existieren jedoch speziell schlagzäh-verstärkte Varianten)
- E-Modul (Zug-): 2700–3200 N/mm²
- Durchschlagsfestigkeit: 35–40 kV/mm
- Reißfestigkeit: 70 N/mm²
- Permittivität bei 50 Hz: 3,7
- Längenausdehnungskoeffizient pro 1 % Wassereinlagerung = ca. 0,001[5]

## Verwendung

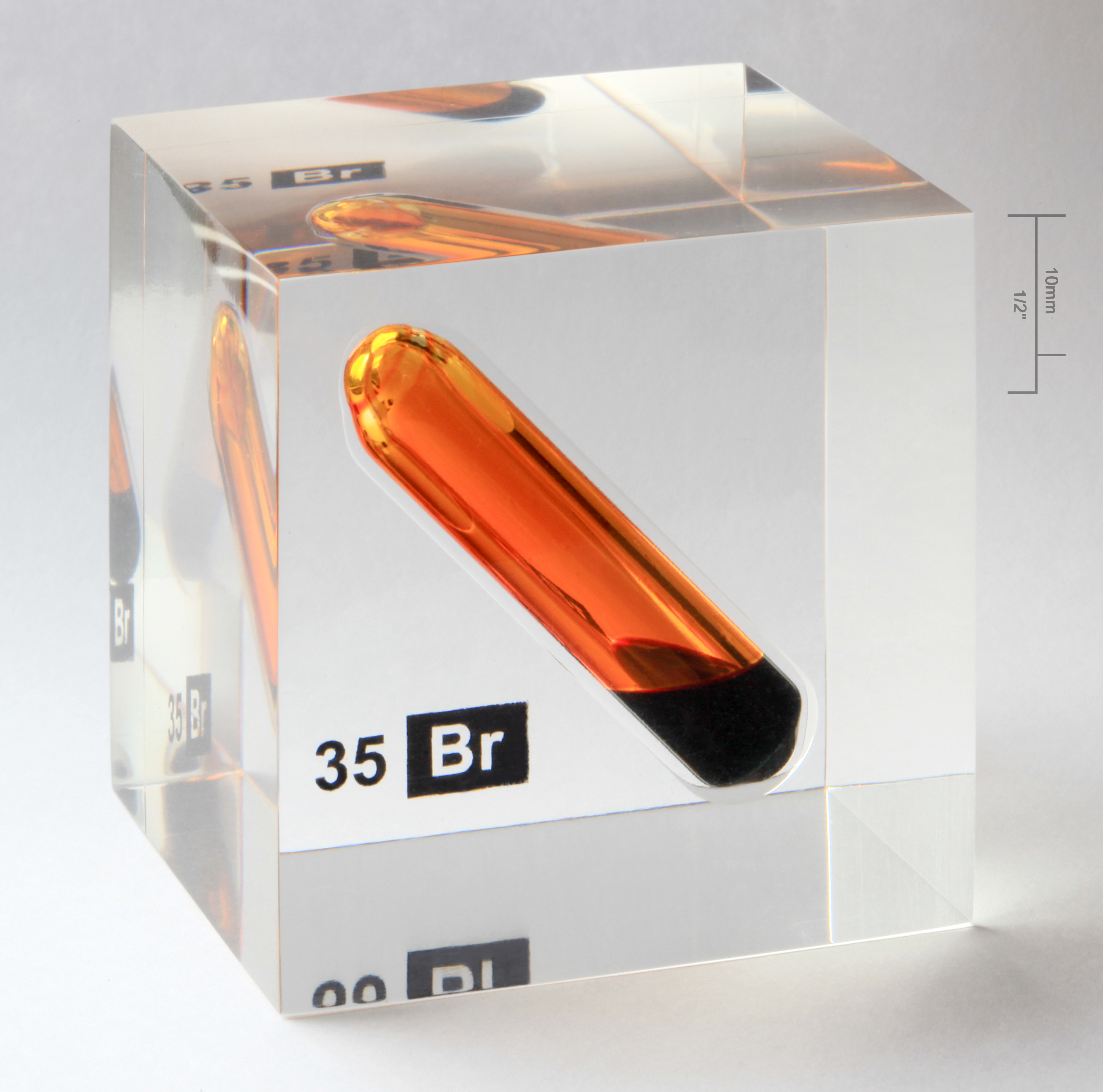
Eine für Schau- und Lehrzwecke illustrativ und sicher in PMMA eingegossene Probe des giftigen und stark ätzenden chemischen Elementes Brom, das hierzu vorher in eine Glasampulle eingeschmolzen werden musste, damit es nicht mit dem PMMA reagieren kann.

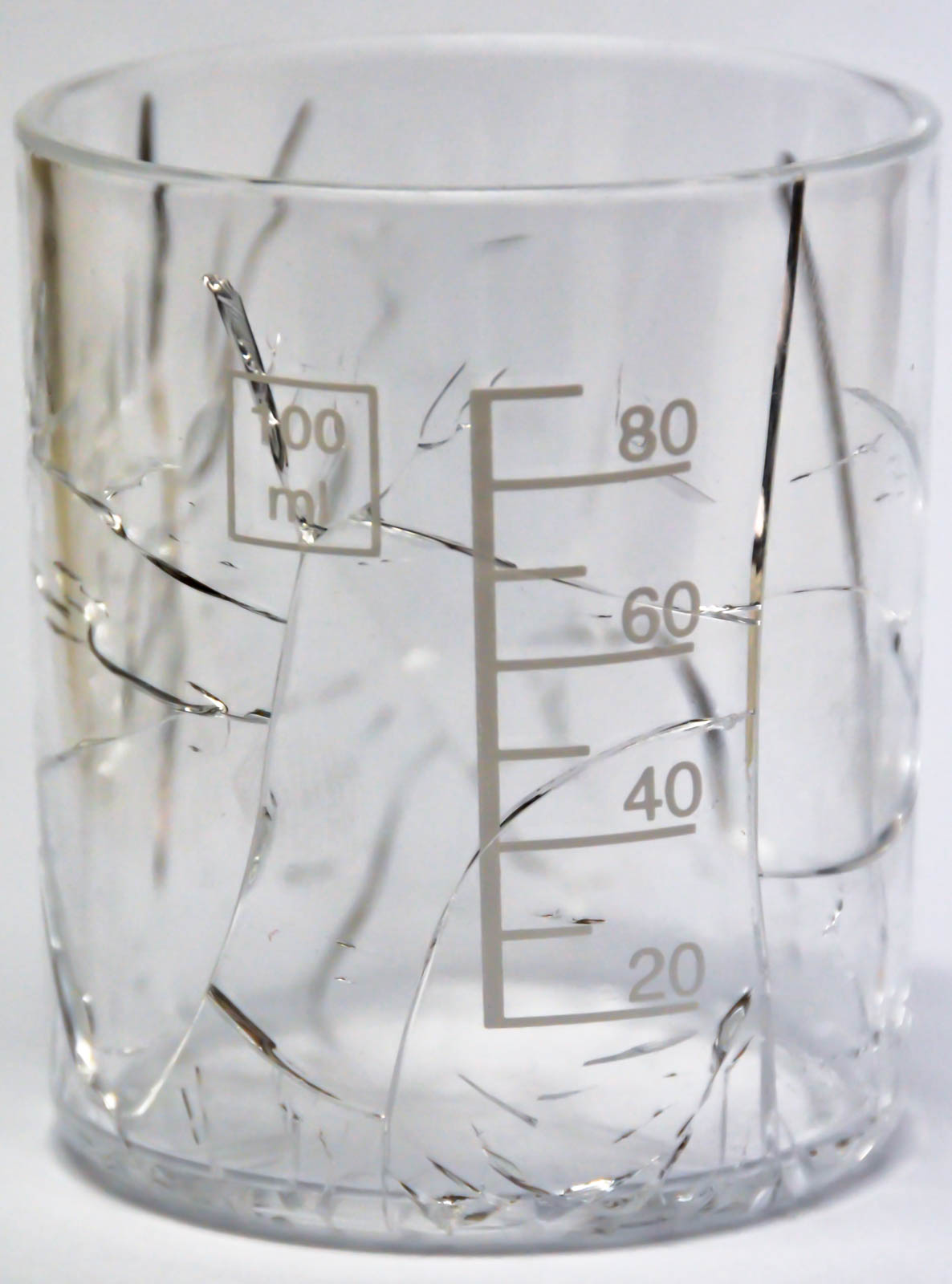
Messbecher aus PMMA (Plexiglas) mit Rissen verursacht durch Ethanol.

Aus Polymethylmethacrylat wird zum Einsatz in verschiedensten Bereichen eine Vielzahl von transparenten und nicht-transparenten Gegenständen, Waren, Bauteilen, Halbprodukten bzw. Halbzeugen gefertigt. PMMA ist z. B. unentbehrlich in der Zahnmedizin, wo es für Prothesen eingesetzt wird. Hierfür wird der Kunststoff mit verschiedenen anorganischen und organischen Pigmenten, wie z. B. Titandioxid, verschiedenen Eisenoxiden oder Azo-Pigmenten eingefärbt, so dass die typische rosa Farbe entsteht. In durchsichtiger Form wird er für Verbandsschienen eingesetzt. Der Kunststoff wird frei angemischt und härtet unter Hitze und Druck aus. Es können auch Aktivatoren zugesetzt werden, die eine Polymerisation ohne externe Druck- und Temperaturerhöhung ermöglichen.
Übersicht wichtiger Einsatzgebiete:
- Industrie und Handwerk
  - Automobilindustrie: Blinker- und Rückleuchtengläser, Reflektoren, Lichtleiter, Tür-/Säulenverkleidungen im Exterieur-Bereich (Verkleidung von A-/B-/C-Säulen)
  - Bauwesen: Polymerbeton, Industriefußböden, Verglasungen (z. B. Doppelstegplatten), zur Abdichtung und Beschichtung von Balkonen und Terrassen, Detailabdichtungen im Flachdach, Industrietorverglasungen (Plustherm-Systemverglasung), Sanitär- und Einrichtungsbauteile z. B. für Badewannen, Möbel, Raumteiler, Türfüllungen, Lampenschirme usw.
  - Halbleiterindustrie: Verwendung als Resist (Fotolack) bzw. Bestandteil davon in der Foto- und Elektronenstrahllithographie zur Herstellung von Schaltkreisen und Leiterplatten
  - Lichttechnik und Optik: Flutlicht-Schilder und „Acryl-Lichtdesign“, Leuchtenabdeckungen, Leuchtwerbung, Schauglas, Linsen, Fresnel-Linsen, Lichtwellenleiter
  - Luftfahrzeugbau: Scheiben, Hauben, Scheinwerferabdeckungen
  - Maschinenschutz: Schutzhauben und Schutztüren
  - Modell- und Prototypenbau: als Mineralglas-Ersatz bei Einzelstücken und Kleinstserien
  - Pyrotechnik: Bestandteil von Verzögerungssätzen
  - Schiffbau: U-Boot-Druckkörper, siehe auch → Deep Rover DR1002
  - Textilindustrie: Bestandteil von Copolymerfasern (Polyacryl), siehe auch → Polyacrylnitril
  - Uhrenindustrie: Uhrglas
- Medizin
  - Augenoptik: Harte Intraokularlinsen, Brillengläser
  - Chirurgie: Mit Gentamicin angereicherte PMMA-Kugeln als Ketten aufgezogen zur kontinuierlichen Antibiotikabehandlung
  - Hörgeräte-Akustik: Ohrpassstücke (Otoplastik)
  - Orthopädie: Wie in der Chirurgie bei Infektionen sowie als Knochenzement, z. B. zur Verankerung von Hüftendoprothesen sowie zur Augmentation beispielsweise der Kyphoplastien für die Behandlung von Brüchen
  - Zahnmedizin: (siehe oben) Total- und Teilprothesen, Provisorien, Aufbissschienen, Zahnspangen, Kronen und Brücken sowie künstliche Zähne
- Sonstige Produkte bzw. Anwendungsgebiete
  - Bildende Kunst: Als Werkstoff und Bildträger
  - Fotografie: Direkter Fotodruck (meist nach CMYK-Farbmodell) auf die Rückseite des Acrylglases (Acrylglas-Foto)
  - Gartenbau: Beispielsweise für Bedachungen und Seitenteilen von Treibhäusern
  - Haushaltswaren: Schüsseln, Gehäuse, Behälter, Salatlöffel, Salz- und Pfeffermühlen
  - Klebstoffe: Methylmethacrylatklebstoff für Verbindungen von Metallen und Kunststoffen
  - Musikinstrumente: Schlagzeuge, Tastenbeläge von Klavieren; ferner Klarinetten, Flöten, Oboen, Fagotte[15]
  - Raucherwaren: Zur Herstellung von Wasserpfeifen, sogenannte Acrylbongs
  - Schmuck: Sogenannte Plugs und anderer Schmuck für z. B. geweitete Piercings.
- Material für Lasercutter
  - Platten aus extrudiertem Acryl eignen sich besser zum Schneiden, Platten aus gegossenem Acryl besser zum Gravieren.

## Marken- und Handelsnamen

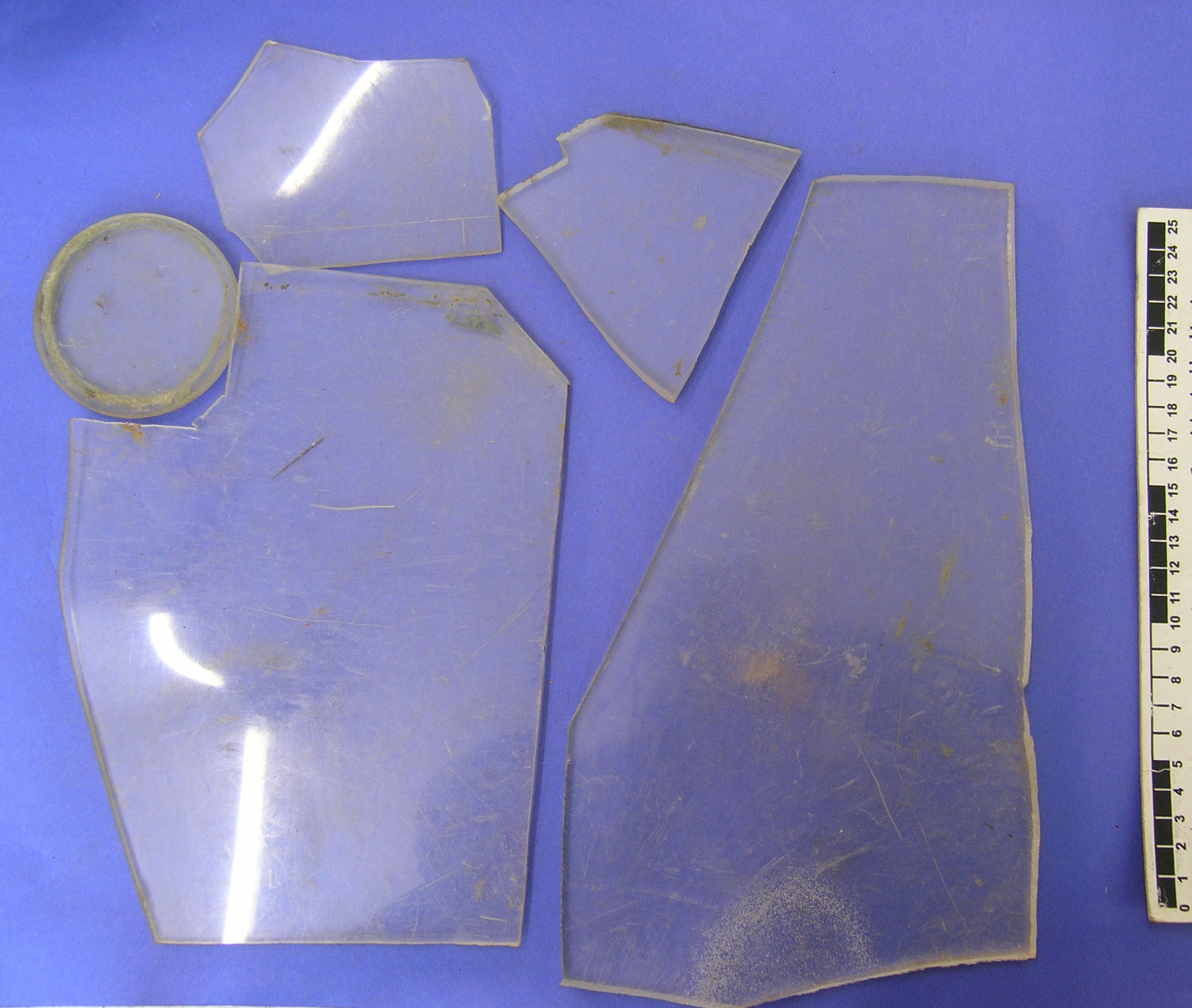
Zerbrochene PMMA-Windschutzscheibe eines deutschen Flugzeugs aus dem Zweiten Weltkrieg

Bekannt wurde Polymethylmethacrylat (PMMA) unter dem Handelsnamen Plexiglas, angemeldet 1933 von Otto Röhm. In Europa und Asien ist Plexiglas ein eingetragener Markenname der Röhm GmbH, in den USA der Altuglas International (Arkema Gruppe). Jedoch vertreibt auch Röhm unter dem Namen Acrylite sein Acrylglas in den USA.
In Europa vermarktet die Altuglas International Gruppe PMMA unter dem Namen Altuglas; die Arkema Gruppe PMMA unter dem Namen Oroglas.
Polymethylmethacrylat wird umgangssprachlich auch Acrylglas oder O-Glas genannt. O-Glas war der Markenname des Materials in der DDR (für „organisches Glas“). Einziger Hersteller waren die Stickstoffwerke Piesteritz. Von „Piesteritz“ leitet sich der Handelsname Piacryl ab.
Es gibt eine Vielzahl von weiteren herstellerspezifischen Handelsnamen, darunter Biacryl, Conacryl, Deglas, Diakon, Friacryl, Hesaglas, Hesalit, Hesalitglas, Limacryl, PerClax und Vitroflex.

## Recycling

Recycling-Code für Polymethylmethacrylat und andere

Der Recycling-Code für Polymethylmethacrylat ist 07.